# لحم ضأن

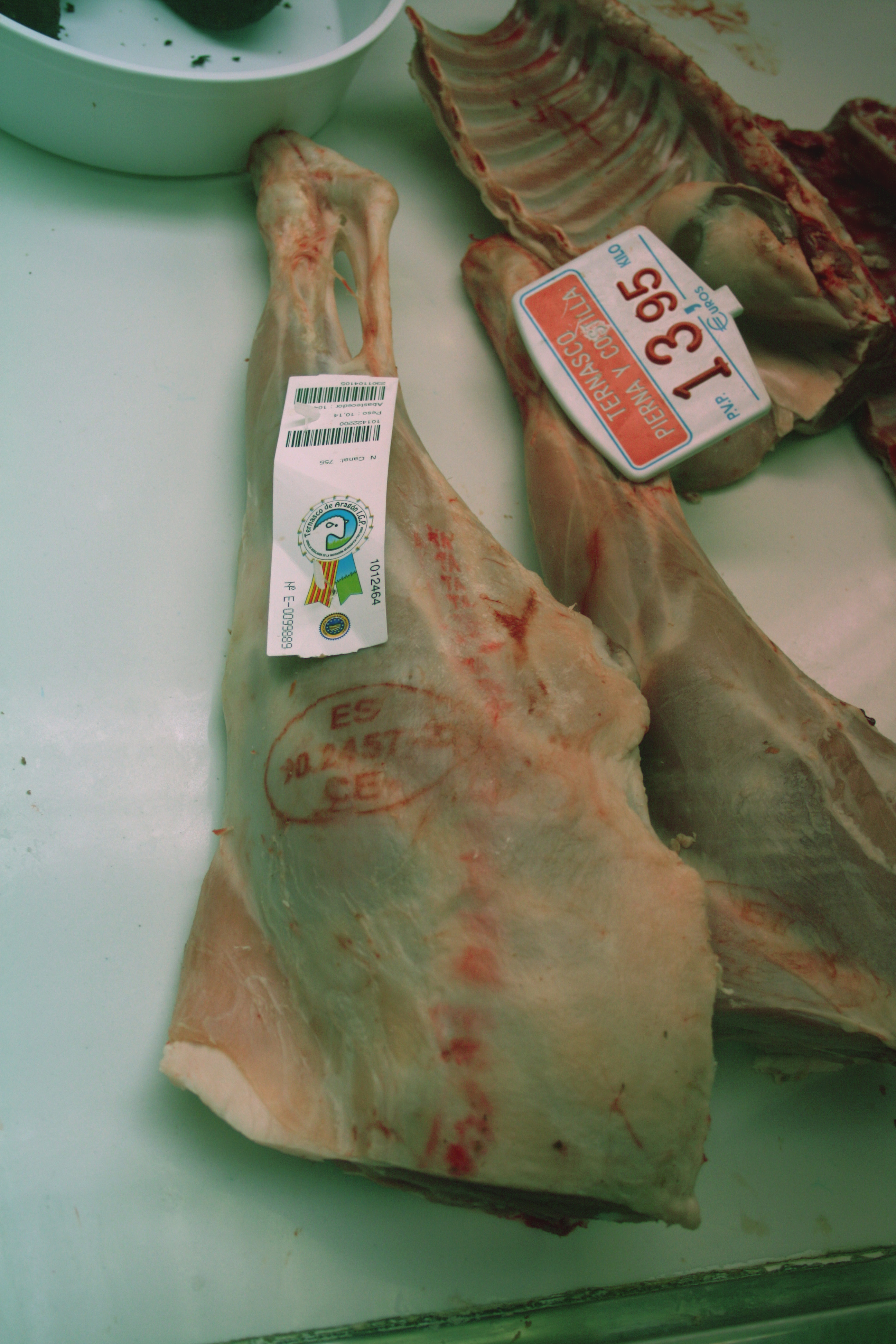
فخذ وضلع الحَمَل

الحَمَل والضأن والخروف هي لحم الأغنام المنزلية. يُسمى لحم الأغنام في سنتها الأولى بالحَمَل؛ أما الأغنام الأكبر من عام فتسمى بالخروف؛ ولحم الأغنام الشائخة يُسمى بالضأن.
وهي مختلفة عن اللحم، إذ تشير حَمَل (مفردة مع أداة تعريف) أو الحملان (جمع) إلى الأغنام اليافعة (أنواع حمل الأغنام)، التي قد تُستخدم كلحوم أو لا. في أستراليا، يُستخدم المصطلح الحَمَل الأساسي غالبًا في اللحم.

## التصنيفات والتسمية

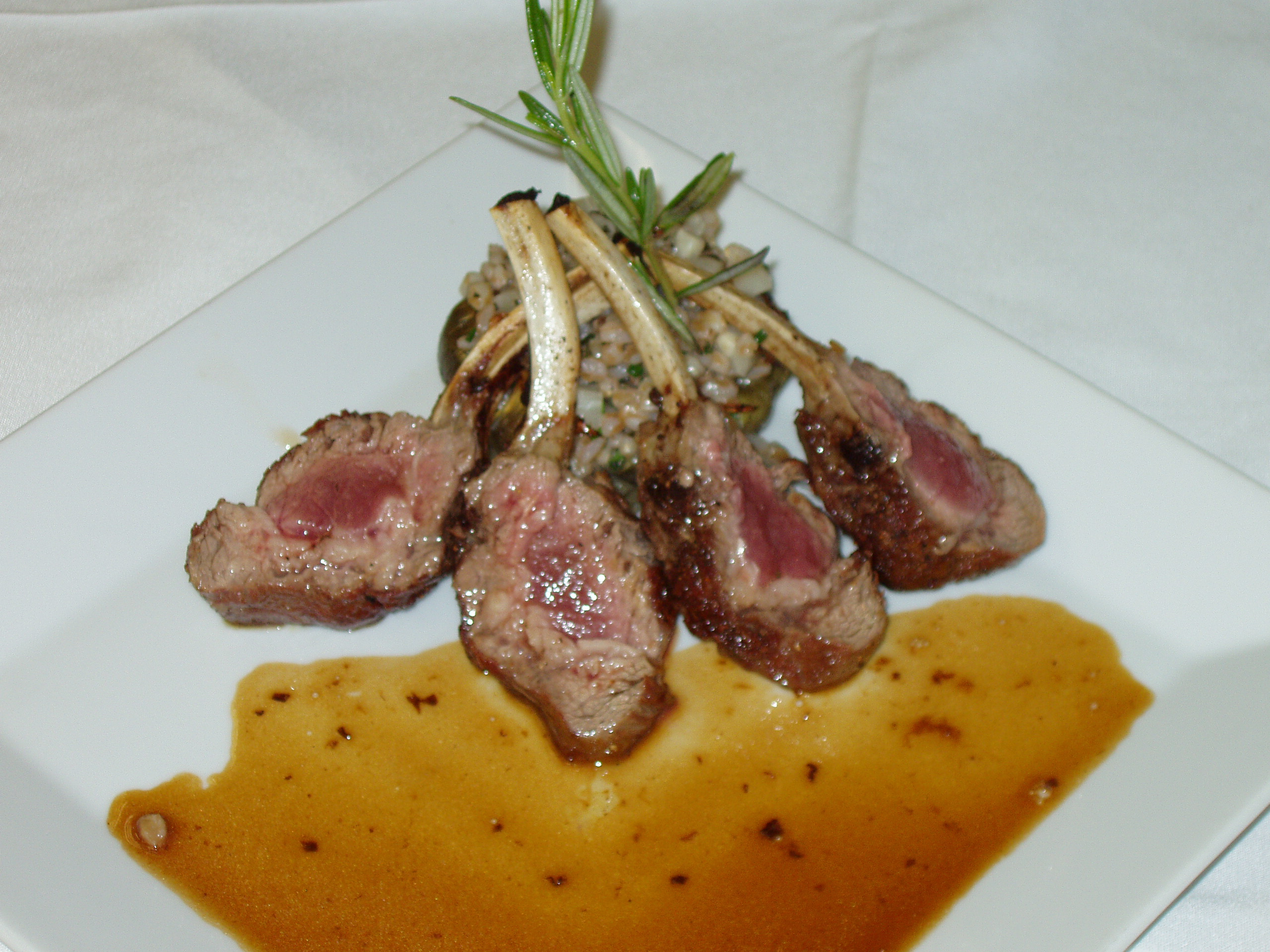
قطع ضلع الحَمَل

هناك اختلافات كبيرة حول تعريفات الحَمَل والخروف والضأن بين الدول.
في نيوزيلندا، تُعرف كالتالي:
- الحَمَل — أغنام صغيرة مفطومة يقل عمرها عن 12 شهرًا لم يظهر فيها أسنان قاطعة دائمة.
- الخروف — أغنام مفطومة من الجنسين لا تمتلك أكثر من اثنين من القواطع[4]
- الضأن — هي أنثى (النعجة) أو الذكر المخصي (كبش مخصي) أغنام مفطومة لديها أكثر من اثنين من القواطع الدائمة.

في أستراليا والسعودية تتسع التعريفات حتى تشمل النعاج والخراف، وهي أدق من تعريف الحَمَل، وهو:
- الحَمَل — ليس لديه قواطع؛ وهو أنثى أو ذكر الأغنام المخصي من سن الولادة حتى 12 شهرًا (لاحظ أن هذا التعريف في أستراليا ينطبق على من ينعدم لديه القواطع الدائمة، بينما في نيوزيلندا، يشمل التعريف 'المفطوم' الذي ليس لديه قواطع.

وفقًا للوائح التنظيمية الفيدرالية الأمريكية، لا يُستخدم المصطلح 'حَمَل' إلا في:
- الحَمَل — أغنام من أي سن، شاملةً النعاج والخراف[5]">http://edocket.access.gpo.gov/cfr_2005/janqtr/pdf/7cfr1280.114.pdf</ref></a>

المصطلح 'ضأن' نادر الاستخدام والمصطلح 'الخروف' غير معروف في الولايات المتحدة. يُعد مطعم لحوم كينز (Keens) في مدينة نيويورك أحد المطاعم التي تشمل «قطع الضأن» في قائمة طعامها.
الحملان الصغيرة أصغر في الحجم وأضعف. الضأن هي لحم الأغنام فوق السنتين، وجسمها أقل ضعفًا. بوجه عام، كلما مال لون الحيوان إلى اللون القاتم جدًا، كان أكبر سنًا. يكون لحم الحَمَل الصغير ورديًا شاحبًا، بينما الحَمَل العادي ورديًا أحمر.
تشمل التعريفات الأخرى:

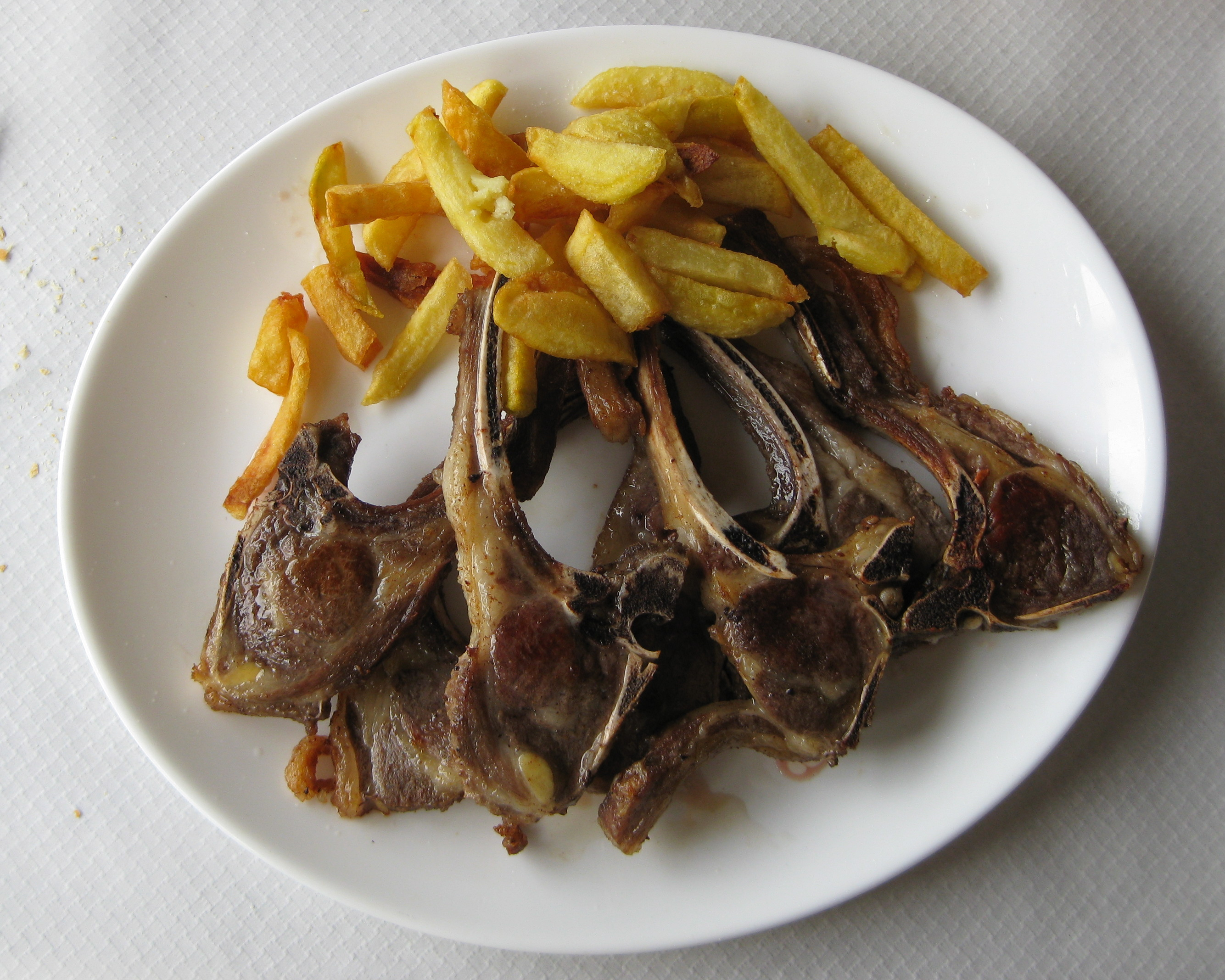
تشوليتيلاس (chuletillas) من لحم الحَمَل الرُضَّع في منطقة أستورياس

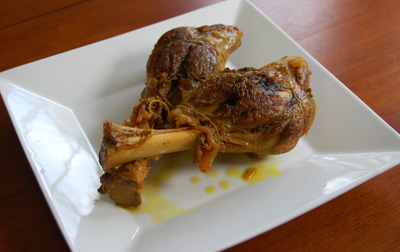
جزء من ساق الحَمَل الصغير

- الحَمَل الرُضَّع — لحم حَمَل غير مفطوم، غالبًا بين سن 4-6 أسابيع، يتراوح وزنه من 5.5 إلى 8 كجم؛ ويتوفر في دول مثل الولايات المتحدة والمملكة المتحدة، إذ يعد غير مربح. بوجه عام، تعد نكهة وقوام الحَمَل الرُضَّع عند شيه (مثل قطع الحَمَل الصغيرة المشهورة بـتشوليتيلاس في إسبانيا) أو (ليشازو أسادو (lechazo asado) أو كورديلو ليشال أسادو) (cordero lechal asado) المحمصة، أجمل من لحم الحَمَل الكبير. تشمل المناطق الموجودة في شمال إسبانيا التي يمكن العثور فيها على ذلك منطقة أستورياس ومنطقة كانتابريا (Cantabria) ومنطقة قشتالة وليون (Castile and León)، ولا ريوخا (La Rioja (مجتمع له حكم ذاتي)).  للحَمَل الرُضَّع (والجديان) مكانتهم الخاصة في عيد القيامة في اليونان، عند شيهم على النار.
- الحَمَل الصغيرة — حَمَل رُضَّع يتراوح عمره بين ستة وثمانية أسابيع.
- حَمَل الربيع — حَمَل رُضَّع، يتراوح سنه بين ثلاثة وخمسة أشهر، يُولد في آخر الشتاء وأول الربيع ويُباع في الغالب قبل 1 يوليو (في نصف الكرة الشمالي).
- الحملان الرضيعة — مصطلح يُستخدم في أستراليا[8] — تشمل الحملان الرُضَّع، والحملان الأكبر سنًا بقليل، التي تبلغ سبعة أشهر من العمر ولا تزال تتغذى على حليب الأم. يتراوح وزن الذبائح من تلك الحملان بين 14 و30 كجم. وتُعرف الحملان المفطومة الكبيرة التي لم تنضج بعد لتصل درجة الضأن بالحملان قديمة الموسم.
- الحَمَل — هي الأغنام الصغيرة الأقل من عام.
- الحَمَل الذي بلغ الحول — أغنام صغيرة يتراوح عمرها بين 12 و24 شهرًا
- الضأن التي تتغذى على نباتات التربة المالحة - مصطلح يُستخدم في أستراليا خاص بلحم المرينوز (Merinos)اليافعة التي لها القدرة على أكل نباتات الرغل
- حَمَل المستنقعات المالحة (يُعرف أيضًا ب 'saltmarsh lamb' أو عن طريق اسمه الفرنسي، الحمل الذي وصل سن البيع) (agneau de pré-salé) هي لحم الأغنام التي ترعى في المستنقعات المالحة في مصبات الأنهار الساحلية التي تتعرض للغمر بمياه المد والجزر والتي تزخر بمجموعة من الحشائش والأعشاب التي تتحمل التربة المالحة مثل الشمرة البحرية وعشب سبارتا (sparta grass) وحماض بستاني وخزامي البحر. تعتمد على المكان الموجود فيه المستنقعات المالحة، وطبيعة النباتات المختلفة ببراعة. تحظى حَمَل المستنقعات المالحة بقيمة كبيرة في فرنسا ولها شعبية متزايدة في المملكة المتحدة. تشمل المناطق التي تُربى فيها حَمَل المستنقعات المالحة في المملكة المتحدة هارليتش (Harlech) وشبه جزيرة جوير (Gower Peninsula) فيويلز ومستويات سومرست (Somerset Levels) وخليج موركامب (Morecambe Bay).[9]

## الجزارة والطبخ

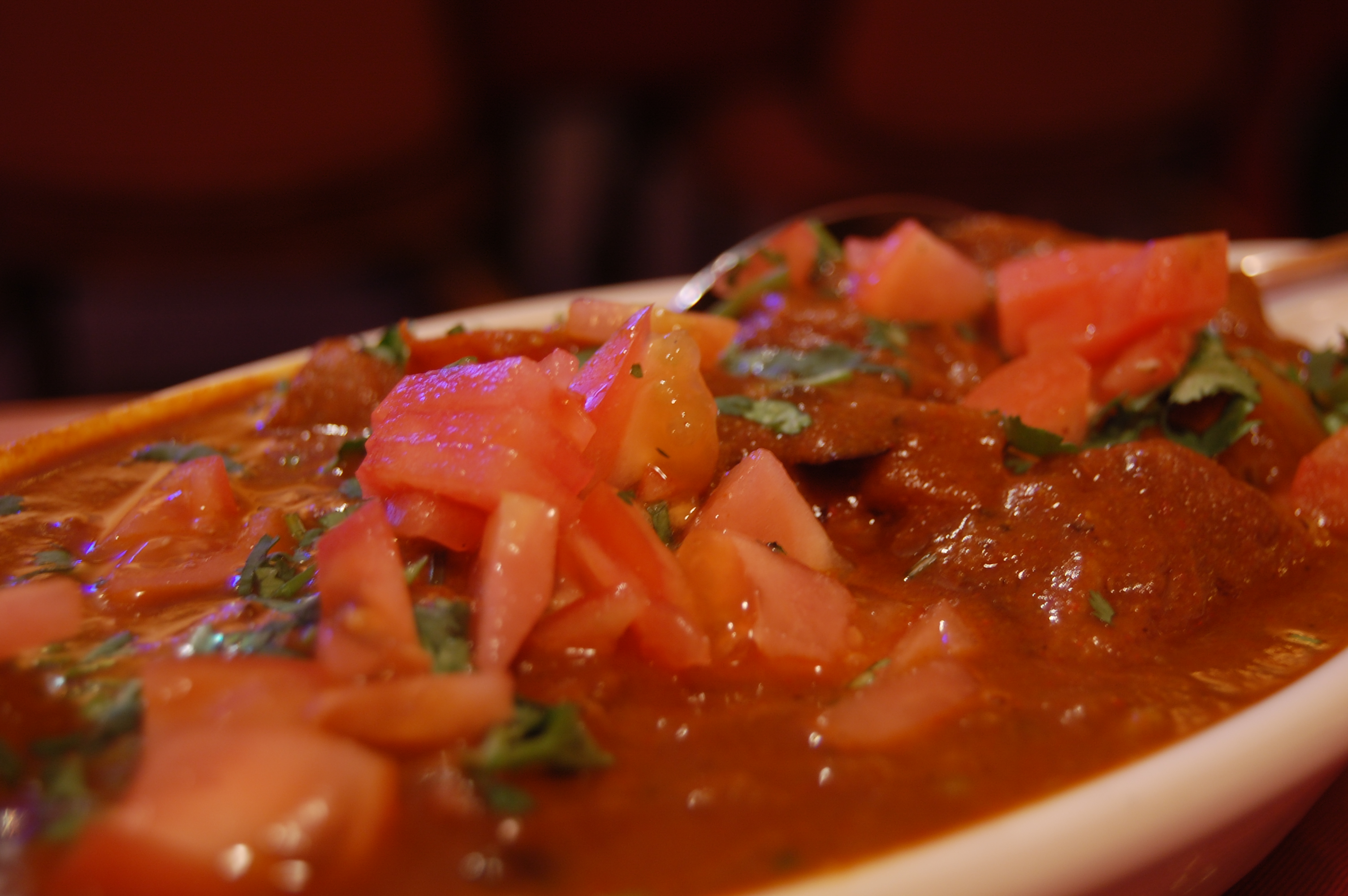
ضأن روجان جوش (rogan josh) من الهند

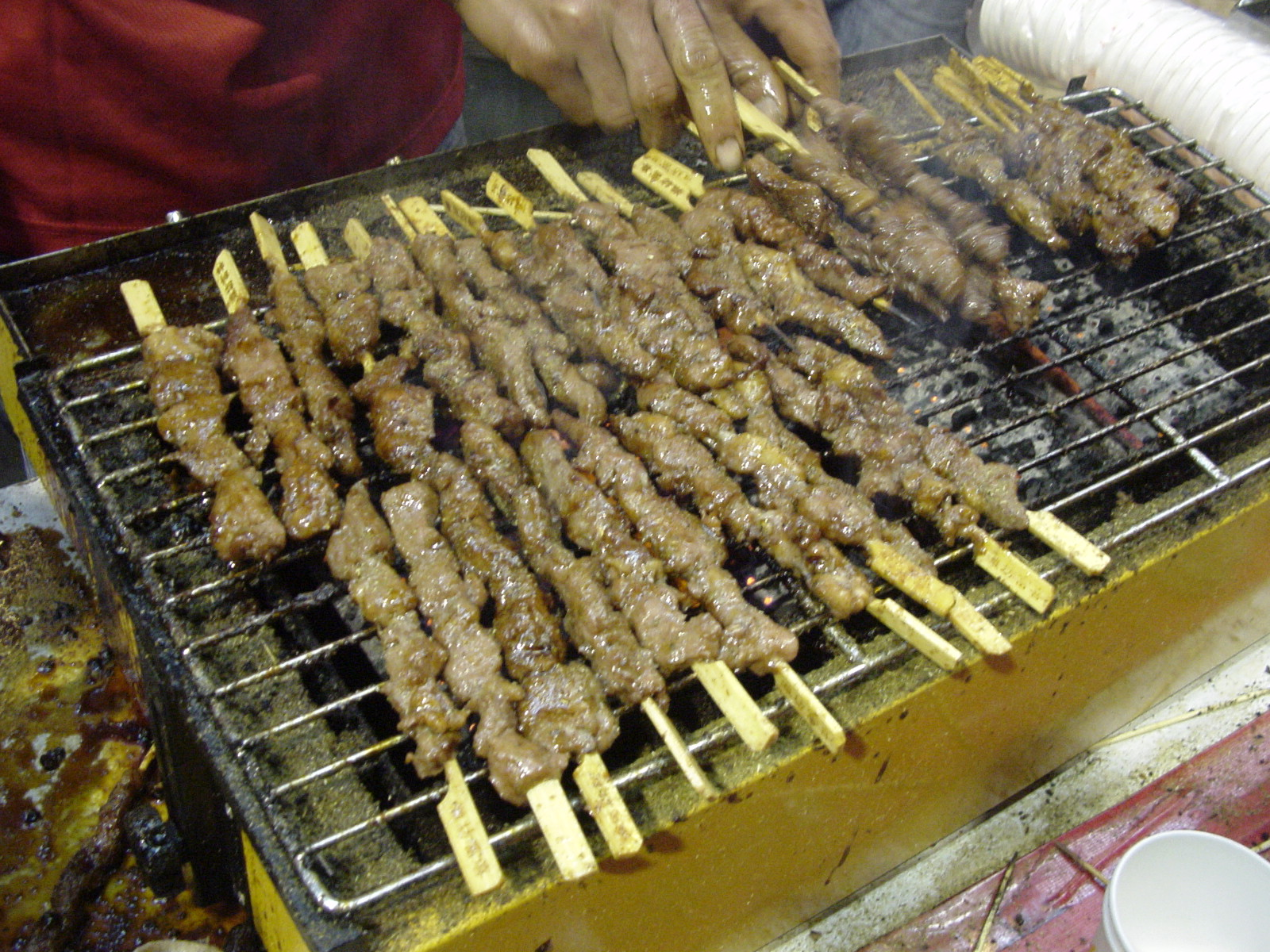
حفلة شواء سيوخ لحم الحَمَل

يؤخذ لحم الحَمَل من الحيوانات التي يتراوح عمرها بين شهر واحد وسنة كاملة، ويتراوح وزن الذبيحة بين 5.5 و30 كجم (من 12 إلى 65 رطلاً). بوجه عام، يعد هذا اللحم أطرى من لحم الأغنام الكبيرة ونراه كثيرًا على الموائد في بعض العالم الغربي. للخروف والضأن نكهة أقوى من الحَمَل، لأنهما يحتويان على نسبة كبيرة من أنواع الأحماض الدهنية المميزة التي يفضلها البعض. قد يكون لحم الضأن والخروف أيضًا أخشن من الحَمَل (نتيجة لنضوج النسيج الضام) ومن ثم فهما أفضل في الطبخ بنظام الكسرولة كما هو في وجبة لانكشاير هوتبوت (Lancashire hotpot)، على سبيل المثال.
غالبًا ما يتم فرز لحوم الحَمَل إلى ثلاثة أنواع: المقدمة والخصر والمؤخرة. تشمل أجزاء المقدمة الرقبة الكتف والأرجل الأمامية والضلوع وصولًا للأكتاف. يشمل جزء المؤخرة الأرجل الخلفية والورك. يشمل الخصر الأضلاع الواقعة في الوسط.
قطع الحَمَل هي قطع من الضلع والخصر ومنطقة الأكتاف. تشمل قطع الضلع عظمة الضلع؛ بينما لا تشتمل قطع الخصر إلا على عظمة العمود الفقري تكون قطع الأكتاف في الغالب أقل مذاقًا من قطع الخصر؛ ويكون النوعان في الغالب مشويين. يمكن طبخ صدر الحَمَل (القطع المأخوذة من الأنواع صغيرة السن) في الفرن.
ساق الحَمَل عبارة عن ساق كاملة؛ فـسرج الحَمَل عبارة عن خصرين مع ورك. يقُدم الساق والسرج غالبًا مُحمصين، ومع ذلك، فإن الساق تكون في بعض الأحيان مسلوقة.
يشمل لحم المقدمة في الأغنام، كما هو الحال في الحيوانات، أنسجة ضامة أكثر من القطع الأخرى، ولا توجد في الحَمَل الصغير، يتم طبخه ببطء باستخدام طريقة الترطيب، مثل التسوية أو اليخني، أو الشي ببطء أو بواسطة حفلة الشواء الأمريكية. تُباع في بعض الدول مفرومة أو مُقطَّعة.
تختلف تعريفات عرقوب الحَمَل، ولكنها بوجه عام تشمل:
- عرقوب الحَمَل هو قطعة من ذراع الكتف، يحتوي على عظمة الساق وجزء من عظمة الكتف المستديرة ويغطيه طبقة رقيقة من الدهون وجلد (رقيق يغطيه مثل الورقة).
- عرقوب الحَمَل هو قطعة لحم من الجزء العلوي من الساق.

تُسمى شرائح لحم الضأن الرقيقة التي تحل بديلًا عن لحم الخنزير ماكون (Macon).
يحظى لسان الحَمَل بشعبية في مأكولات الشرق الأوسط ويُقدَم باردًا ويدخل ضمن محتويات اليخنات.">http://www.discoverlebanon.com/en/recipes/lamb_tongue.php</ref></a>

## القطع

### نيوزيلندا وأستراليا والمملكة المتحدة وكندا

قطع الحَمَل البريطانية

مناطق تقريبية لقطع الحَمَل المعتادة في المملكة المتحدة:
- نهاية لحم الرقبة (الرقبة)
- منتصف الرقبة
- النهاية اليمنى (الرقبة)
- الخصر
- الرأس (قطع الرأس)
- الساق (الفخذ في اسكتلندا)
- العرقوب
- الكتف
- الصدر

### الولايات المتحدة
- قطع مربعة من الكتف؛ كتف مشوي، وقطع كتف وقطع الذراع
- الضلع؛ قطع الصدر والضلوع والضلع المشوي
- الخصر؛ قطع الخصر أو الشواء
- الساق؛ قطع الخاصرة أو الساق المشوية (ساق الحَمَل)
- الرقبة
- الصدر
- العراقيب (الأمامية والخلفية)
- الجانب

### المأكولات الوطنية
يحظى لحم الأغنام بمميزات بارزة في العديد من مطابخ دول البحر المتوسط ـ على سبيل المثال في اليونان وفي شمال إفريقيا ودول الشرق الأوسط وفي ثقافة الباسك في دول إقليم الباسك في أوروبا وفي مناطق الرعي غرب الولايات المتحدة. في غرب أوروبا، يبرز الضأن والحَمَل في كثير من الأطباق التقليدية، بما في ذلك، الموجودة في جُزر شمال الأطلسي (North Atlantic islands) وفي المملكة المتحدة، خاصة في الأراضي المرتفعة، اسكتلندا وويلز. ويحظى بشعبية كبيرة أيضًا في أستراليا. يحظى الحَمَل والضأن بشعبية كبيرة في وسط آسيا وجنوب إفريقيا، ومناطق معينة في الصين، حيث إنهم قد يتجنبون اللحوم الحمراء الأخرى لدواعي دينية أو لأسباب اقتصادية. يحظى ضأن حفلات الشواء أيضًا بميزة في بعض مناطق الولايات المتحدة وكندا. إضافة إلى ذلك، تستهلك أمريكا الشمالية بوجه عام كميات أقل من لحم الأغنام مقارنةً بمطابخ معظم أوروبا ووسط أمريكا وآسيا.
في أستراليا، يُعد ساق الحَمَل المشوي هو الأكلة الوطنية. وتُقدم عادةً يوم الأحد أو في المناسبات الخاصة الأخرى، ويتم تسويتها في الغلاية الخاصة بالمشويات أو في الفرن التقليدي. تتضمن عملية التحضير التقليدية تغطية ساق الحَمَل بزيت الزيتون، مع فصوص من الثوم مقطعة لشرائح ومحشية بروزماري داخل شقوق الساق، وأوراق الروزماري المرشوشة على السطح. يستغرق شواء الحَمَل ساعتين في 180 درجة مئوية (360 درجة فهرنهايت) وتُقدم عادةً مع الجزر والبطاطس (مشوية أيضًا)، والخضار والمرق الخضراء.
في المكسيك، يعد الحَمَل هو اللحم المفضل استخدامه في طبق الباربكوا الشهير، حيث يُشوى لحم الحَمَل أو يُسوى على البخار فوق أوراق نبات مجواي (maguey leaves).beef is more common[بحاجة لمصدر]
يُؤكل كبد الحَمَل، المشهور بـمقلي الحمل في نيوزيلندا وأستراليا،  في العديد من الدول بجانب الرئتين والقلب (المعلاق)، وهو أحد المكونات الرئيسية في طبق الهاغيس (haggis) الإسكتلندي التقليدي. تُعد خصيتا الحَمَل، التي تُعرف أيضًا بمقلي الحَمَل (يستخدم المصطلح أيضًا مع أحشاء الحَمَل الأخرى), طعامًا شهيًا آخر. يعد كبد الحَمَل أشهر نموذج للأحشاء المأكولة في المملكة المتحدة، ويُستخدم في المأكولات المفضلة التقليدية لدى الأسر (والباب جرب ستابل) (pub grub staple) المكونة من الكبد مع البصل ولحم الخنزير المقدد والبطاطس المهروسة.
تعد كلى الحَمَل المشوية هي الإفطار الشعبي في أيرلندا، [بحاجة لمصدر] وتُؤكل يوم 16 يونيو خاصةً، سيرًا وراء الاعتقاد الخاطئ أن ليوبولد بلوم (Leopold Bloom) أكل واحدًا منه في عوليس (Ulysses (novel))، بينما كان يأكل في الحقيقة كلى الخنزير.

## وصلات خارجية
- طريقة عمل اللحم الضاني المشوي